# Varpusaari (ö i Kajanaland, Kehys-Kainuu, lat 64,23, long 29,77)
Varpusaari är en ö i Finland. Den ligger i sjön Lentua och i kommunen Kuhmo i den ekonomiska regionen  Kehys-Kainuu  och landskapet Kajanaland, i den centrala delen av landet, 500 km nordost om huvudstaden Helsingfors. Öns area är 8,9 hektar och dess största längd är 0,7 kilometer i öst-västlig riktning.